# Omar Al-Khodaim
Omar Ahmed Rashed Al-Khodaim (Arabic:عمر أحمد راشد الخديم) (sinh ngày 9 tháng 12 năm 1992) là một cầu thủ bóng đá người Các Tiểu vương quốc Ả Rập Thống nhất. Hiện tại anh thi đấu cho Emirates Club.